# Glipa elongata
Glipa elongata là một loài bọ cánh cứng trong họ Mordellidae. Loài này is voor het eerst wetenschappelijk beschreven bởi McLeay.